# Ервін Гохштрессер
Ервін Гохштрессер (нім. Erwin Hochsträsser; 1911 — 15 листопада 1980, Лозанна) — швейцарський футболіст, що грав на позиції нападника за клуби «Лозанна» та «Янг Бойз», а також національну збірну Швейцарії.

## Клубна кар'єра
В 1932—1934 роках грав за команду «Янг Бойз».
Далі виступав у клубі «Лозанна». В сезоні 1934–1935 виграв з клубом чемпіонат Швейцарії. В цьому ж році команда здобула Кубок Швейцарії, хоча Ервін не грав у фіналі. В чемпіонаті 1935—1936 Гохштрессер з «Лозанною» вдруге поспіль стала переможцем.
Грав у фіналі національного кубка в 1939 році, де його клуб переміг «Нордштерн» (Базель) з рахунком 2:0. Виступав у складі «Лозанни» до сезону 1943-44 року, в якому зіграв лише один матч, а його команда стала чемпіоном. 

## Виступи за збірну
1933 року дебютував в офіційних матчах у складі національної збірної Швейцарії. Протягом кар'єри у національній команді, яка тривала 2 роки, провів у її формі 2 матчі, забивши 1 гол.
Був присутній в заявці збірної на чемпіонаті світу 1934 року в Італії, але на поле не виходив.

## Статистика виступів

### Статистика виступів в чемпіонаті
Виступи у вищому дивізіоні чемпіонату Швейцарії починаючи з сезону 1933/34.
| Сезон                       | Матчі | Голи | Клуб     |
| --------------------------- | ----- | ---- | -------- |
| Чемпіонат Швейцарії 1933/34 | 29    | 15   | Янг Бойз |
| Чемпіонат Швейцарії 1934/35 | 16    | 10   | Лозанна  |
| Чемпіонат Швейцарії 1935/36 | 18    | 8    | Лозанна  |
| Чемпіонат Швейцарії 1936/37 | 16    | 0    | Лозанна  |
| Чемпіонат Швейцарії 1937/38 | 12    | 1    | Лозанна  |
| Чемпіонат Швейцарії 1938/39 | 21    | 0    | Лозанна  |
| Чемпіонат Швейцарії 1939/40 | 12    | 0    | Лозанна  |
| Чемпіонат Швейцарії 1940/41 | 14    | 0    | Лозанна  |
| Чемпіонат Швейцарії 1941/42 | 24    | 2    | Лозанна  |
| Чемпіонат Швейцарії 1942/43 | 12    | 0    | Лозанна  |
| Чемпіонат Швейцарії 1943/44 | 1     | 0    | Лозанна  |
| РАЗОМ                       | 175   | 36   |          |

## Титули і досягнення
- Чемпіон Швейцарії (3):

«Лозанна»: 1934–1935, 1935–1936, 1943–1944
- Володар Кубка Швейцарії (2):

«Лозанна»: 1934—1935, 1938—1939